# Вепш
Вепш (пољ. Wieprz) је река у Пољској. Дуга је 303 km. Улива се у Вислу.